# Médecine traditionnelle sénégalaise

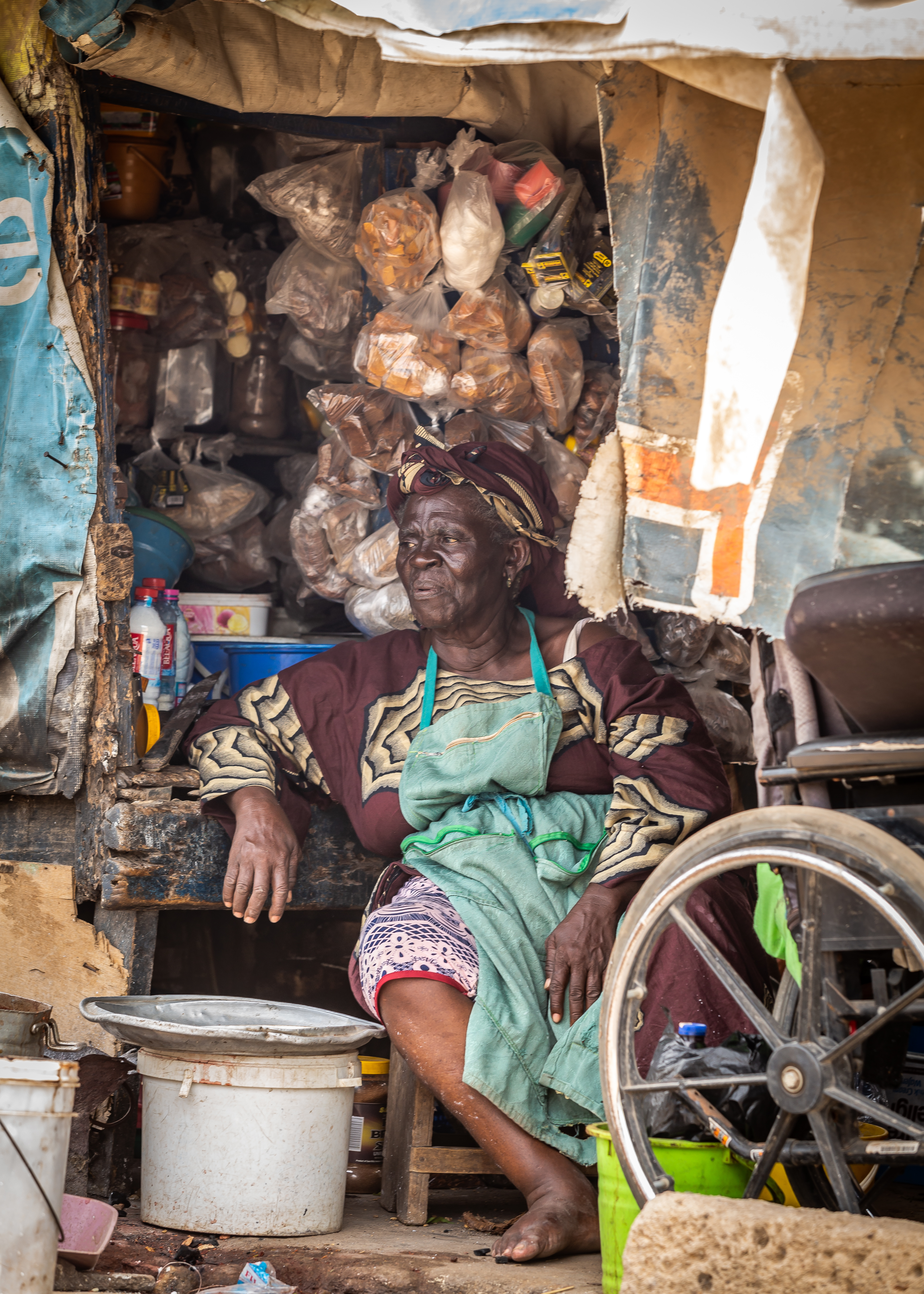
Une tradipraticienne au marché

La médecine traditionnelle du Sénégal (ou MTS), faisant partie de la médecine traditionnelle africaine et des soins de santé du pays, comprend un ensemble de pratiques matérielles appuyées ou non par des supports magico-religieux. La majorité de la population sénégalaise fait recours à cette médécine traditionnelle aux fins de se soulager de divers maux,.

## Origines
La médecine  traditionnelle sénégalaise tire son essence des civilisations et cultures qui ont façonné le pays depuis plusieurs décennies. Avant le XIXe siècle, la médecine était quasi traditionnelle au Sénégal.

## Description
Elle est constituée des traitements à partir des plantes médicinales et de différentes sortes de recettes naturelles soutenues par des pratiques diverses selon l'ethnie et la croyance.

## Appréciations et Critiques
Si la majorité des Sénégalais s'offrent ce mode de traitement  défendu par les tradipraticiens, les professionnels de la santé fustigent  par contre la pratique. Ainsi, depuis plusieurs années, les autorités sénégalaises annoncent l' adoption d'une loi pour réglementer cette activité.